# Dalton E. Gray
Dalton E. Gray (Houston, 4 de junho de 1997) é um ator americano.

## Carreira
Gray foi criado em Katy, Texas, onde frequentou a Katy Elementary, Katy Junior High, e um ano na Katy High School, depois se formou no K-12 aos 16 anos. Antes de Gray começar a atuar ele era um motocross de nível nacional, ganhando vários títulos de 1º lugar. Depois de uma lesão e ficando incapaz de correr, ele decidiu atuar.
Em 2012, depois de alguns curtas-metragens, Gray fez sua estreia no cinema no filme de suspense No One Lives, produzido pela WWE Studios. Em 2014, ele interpretou Mike em American Horror Story: Freak Show.

## Filmografia
| Ano  | Título                                     | Papel                     | Notas          |
| ---- | ------------------------------------------ | ------------------------- | -------------- |
| 2010 | Initiation                                 | Irmão mais velho/valentão | Curta-metragem |
| 2011 | To Calm A Rage                             | Charlie                   | Curta-metragem |
| 2011 | A. B. Zone: An Anti-Bullying Film for Kids | Brett                     |                |
| 2012 | No One Lives                               | Filho mais novo           |                |
| 2012 | Dr. Oscar Griffith: Hollywood Psychiatrist | O Ator/Daniel             |                |
| 2014 | The Rolling Road                           | Andy Botteril             |                |
| 2014 | My Time to Die                             | Frank                     |                |
| 2014 | I Lack                                     | Ryan                      |                |
| 2014 | Dumb and Dumber To                         | Jovem Harry Dunne         |                |
| 2015 | The Alchemy of Thieves                     | Peter                     | Curta-metragem |
| 2015 | Lazer Team                                 | Jovem Adam                |                |
| 2015 | Flay                                       | River Cain                |                |
| 2015 | InvoluntAria                               | Jonathan                  |                |
| 2015 | 1 Interrogation                            | Jack Jones                |                |
| 2016 | America, Land of the Free?                 | Jim Tabor                 |                |

| Ano        | Título                            | Papel          | Notas                                          |
| ---------- | --------------------------------- | -------------- | ---------------------------------------------- |
| 2010       | My Generation                     | Jake           | 2 episódios                                    |
| 2012 -2013 | Treme                             | Jack Colson    | 2 episódios                                    |
| 2013       | Revolution                        | Andy           | Episódio: "Bone in the USA"                    |
| 2014       | American Horror Story: Freak Show | Mike           | 2 episódios                                    |
| 2015       | Stunted                           | Trent          | Piloto para NBC Playground                     |
| 2015       | NCIS: New Orleans                 | Chas           | Episódio: "Foreign Affairs                     |
| 2015       | Scream Queens                     | Diabo Vermelho | Episódio: "The Final Girl(s)"                  |
| 2016       | Black-ish                         | White Kid #2   | Episódio: "Who's Afraid of the Big Black Man?" |
| 2016       | Criminal Minds                    | Matt Doherty   | Episódio: "The Anti-Terror Squad"              |
| 2017       | The Gifted                        | Jack           | Episódio: "eXposed"                            |
| 2018       | Marvel's Cloak & Dagger           | Benny          | 3 episódios                                    |

## Prêmios e nomeações
| Ano  | Prêmio                   | Categoria                                                                | Trabalho nomeado                  | Resultado |
| ---- | ------------------------ | ------------------------------------------------------------------------ | --------------------------------- | --------- |
| 2015 | 36th Young Artist Awards | Melhor Performance em uma Série de TV – Guest Starring Young Actor 15-21 | American Horror Story: Freak Show | Indicado  |